# Mejor ejemplar de exposición
Mejor ejemplar de exposición es el premio máximo obtenido por un ejemplar en una Exposición canina. También se le conoce como premio B.I.S o Best in Show.
Para que un ejemplar consiga llegar a esta calificación anteriormente tiene que obtener el Mejor de la raza, también llamado Best of breed o B.O.B, y el Mejor del grupo, también llamado Best of Group o B.O.G . 
Todas las razas caninas se clasifican en 10 grupos, cada uno incluye varias razas con características parecidas. Para conseguir el premio Mejor del grupo, todos los Mejor de la raza que engloba el grupo deben competir por esta calificación
Finalmente todos los ganadores de grupo (10 ejemplares) compiten por el Mejor ejemplar de exposición.
- Datos: Q6009236